# 시프 염기

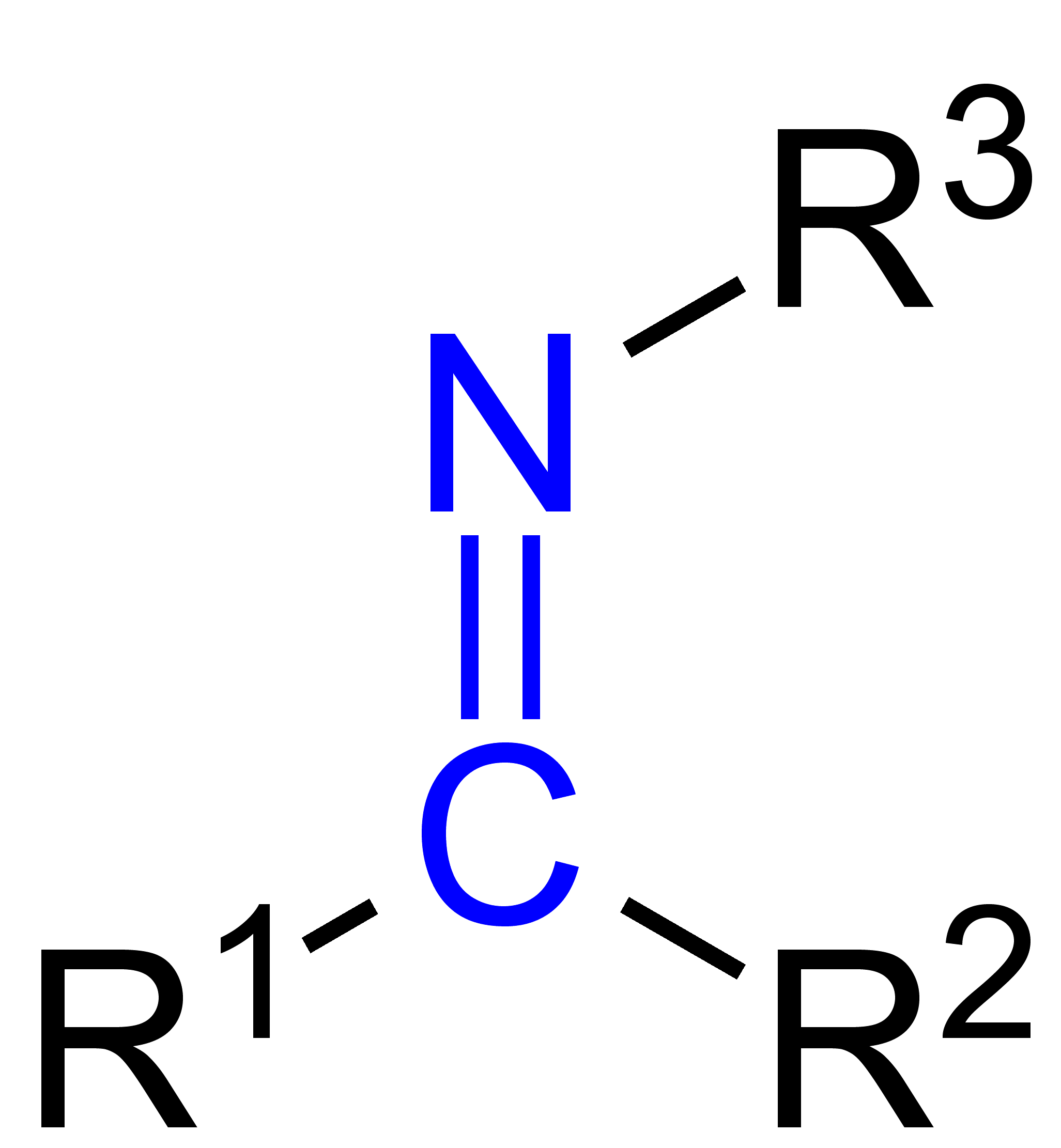
이민의 일반적인 구조. 시프 염기는 R^{3}가 알킬기 또는 아릴기(수소가 아님)인 이민이다. R^{1} 및 R^{2}는 수소일 수도 있다.

아조메틴 화합물의 일반적인 구조.

시프 염기(영어: Schiff base)는 일반 구조로 R1R2C=NR' (R' ≠ H)를 가지고 있는 화합물이다. 이름은 화학자 휴고 시프의 이름을 따서 명명되었다. 시프 염기는 구조에 따라 이민의 하위 부류인 2차 케티민 또는 2차 알디민으로 간주될 수 있다. 시프 염기는 종종 2차 알디민(즉, R-CH=NR', 여기서 R' ≠ H)을 구체적으로 지칭하는 아조메틴과 동의어이다.
이들 화합물에 대한 여러 특수 명명 시스템이 존재한다. 예를 들어, R3가 페닐 또는 치환된 페닐인 아닐린으로부터 유도된 시프 염기는 아닐이라고 할 수 있으며, 비스-화합물은 종종 살렌형 화합물이라고 한다.
시프 염기라는 용어는 일반적으로 금속 이온과 배위화합물을 형성하기 위해 리간드로 사용될 때 이러한 화합물에 적용된다. 이러한 복합체는 예를 들어 코린에서 자연적으로 생성되지만, 대부분의 시프 염기는 인공적이며 야콥센 촉매와 같은 많은 중요한 촉매를 형성하는 데 사용된다.

## 합성
시프 염기는 지방족 아민 또는 방향족 아민과 카보닐 화합물로부터 친핵성 첨가로 헤미아민알을 형성한 후 탈수되어 이민을 생성함으로써 합성할 수 있다. 일반적인 반응에서 4,4'-다이아미노다이페닐 에터는 o-바닐린과 반응한다.
|  |

## 생화학
시프 염기는 항균, 항바이러스 및 항암 활성을 포함한 광범위한 맥락과 관련하여 연구되었다. 이들은 또한 아밀로이드-β 응집의 억제를 위해 고려되었다.
시프 염기는 리신 잔기의 말단 그룹과 같은 아민이 보조 인자 또는 기질의 알데하이드 또는 케톤과 가역적으로 반응하는 일반적인 효소 중간생성물이다. 일반적인 효소 보조 인자인 피리독살 인산은 리신 잔기와 함께 시프 염기를 형성하고 기질로 트랜스알디민화된다. 유사하게 보조 인자인 레티날은 광수용 메커니즘의 핵심인 사람의 로돕신(Lys296을 통해)을 포함한 로돕신에서 시프 염기를 형성한다.

## 배위화학
시프 염기는 배위화학에서 일반적인 리간드이다. 이민 질소는 염기성이며, 파이 수용체 특성을 나타낸다. 리간드는 일반적으로 알킬 다이아민 및 방향족 알데하이드로부터 유도된다.
시프 염기 리간드
- 시프 염기 리간드인 살리실알독심의 구리(II) 복합체.
- 살렌은 복합체 형성시 양성자가 제거되는 일반적인 4가지 리간드이다.
- 야콥센 촉매는 카이랄 살렌 리간드로부터 유도된다.

카이랄 시프 염기는 비대칭 촉매 작용에 사용된 최초의 리간드 중 하나였다. 1968년에 노요리 료지는 스타이렌의 분자간 금속 촉매 카베노이드 사이클로프로페인화를 위한 구리-시프 염기 복합체를 개발했다. 이러한 공로로 노요리 료지는 2001년에 노벨 화학상을 수상했다. 시프 염기도 금속유기구조체(MOF)에 통합되었다.
|  |

## 공액 시프 염기
공액 시프 염기는 전자기파 스펙트럼의 자외선 및 가시광선 영역을 강하게 흡수한다. 이러한 흡수는 지방과 기름의 산패 정도를 측정하는 아니시딘 값의 근거이다.

## 나노기술

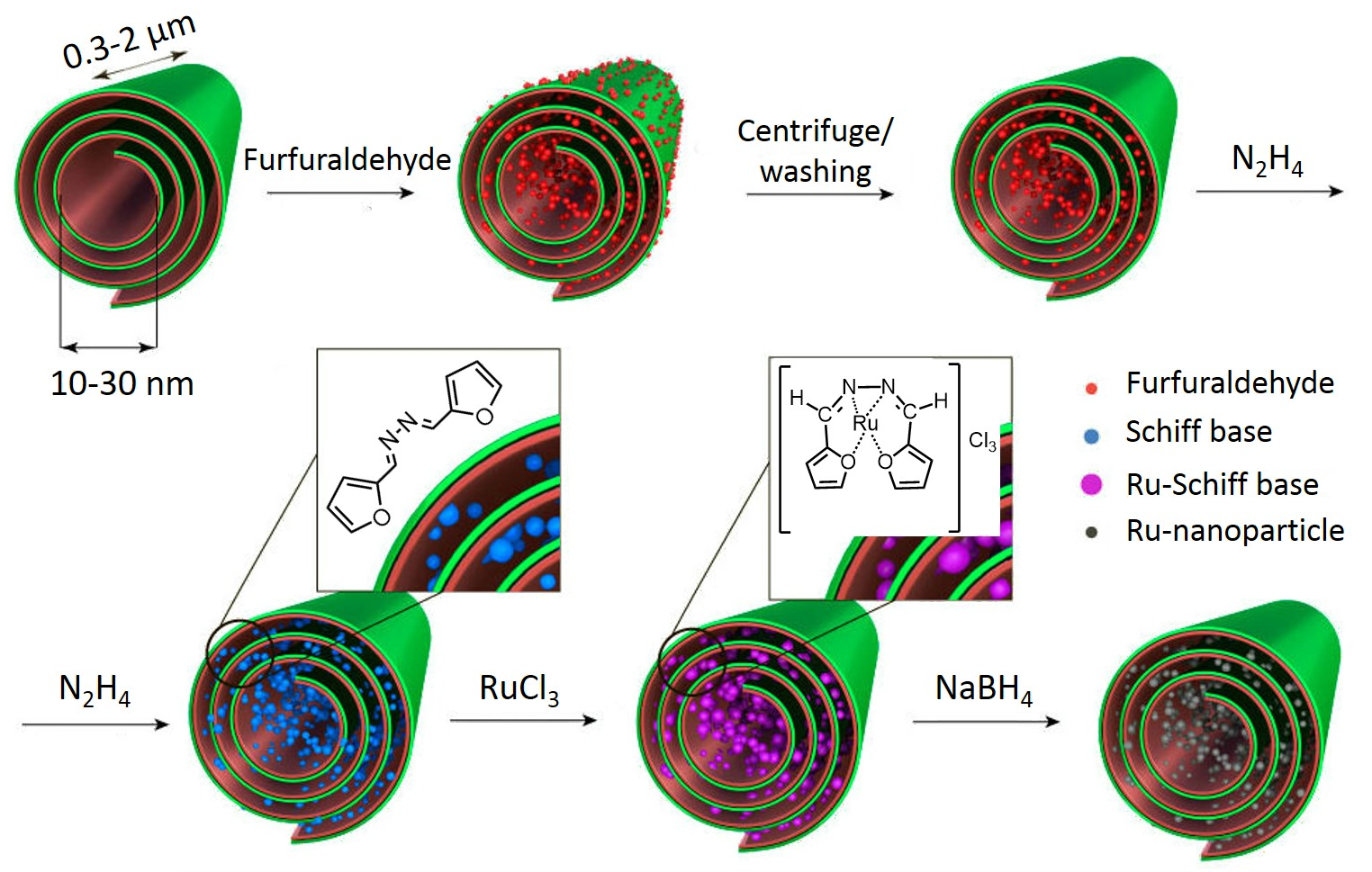
루테늄의 예에서 시프 염기 반응을 통한 할로이사이트 나노튜브에서 금속 클러스터의 형성.

시프 염기는 할로이사이트 내부 전이 금속의 나노 클러스터를 대량 생산하는 데 사용할 수 있다. 할로이사이트는 자연적으로 둘둘 말린 나노시트(나노튜브) 구조를 가지고 있으며, 합성 및 금속 나노클러스터 제품을 모두 지원할 수 있다. 이러한 나노클러스터는 Ag, Ru, Rh, Pt, Co 금속으로 만들 수 있으며, 다양한 화학 반응을 촉매할 수 있다.

## 같이 보기
- 이민

## 더 읽을거리
- J.C. Hindson; B. Ulgut; R.H. Friend; N.C. Greenham; B. Norder; A. Kotlewskic; T.J. Dingemans (2010). “All-aromatic liquid crystal triphenylamine-based poly(azomethine)s as hole transport materials for opto-electronic applications”. 《J. Mater. Chem.》 20 (5): 937–944. doi:10.1039/B919159C.
- M.L. Petrus; T. Bein; T.J. Dingemans; P. Docampo (2015). “A Low Cost Azomethine-Based Hole Transporting Material for Perovskite Photovoltaics”. 《J. Mater. Chem. A》 3 (23): 12159–12162. doi:10.1039/C5TA03046C. organic field-effect transistor (OFET) D. Isık; C. Santato; S. Barik; W.G. Skene (2012). “Charge-Carrier Transport in Thin Films of π-Conjugated Thiopheno-Azomethines”. 《Org. Electron.》 13 (12): 3022–3031. doi:10.1016/j.orgel.2012.08.018.
- L. Sicard; D. Navarathne; T. Skalski; W. G. Skene (2013). “On-Substrate Preparation of an Electroactive Conjugated Polyazomethine from Solution-Processable Monomers and its Application in Electrochromic Devices”. 《Adv. Funct. Mater.》 23 (8): 3549–3559. doi:10.1002/adfm.201203657.